# Pio-Pio
Pio-Pio är en flod i Kongo-Kinshasa, ett biflöde till Kasaï. Dess övre lopp heter Luele eller Lié. Den rinner genom provinsen Kwilu, i den centrala delen av landet, 500 km öster om huvudstaden Kinshasa.